# 4 Your Eyez Only
4 Your Eyez Only es el cuarto álbum de estudio del rapero estadounidense J. Cole. Fue lanzado el 9 de diciembre de 2016 por Dreamville Records, Roc Nation e Interscope Records. El álbum fue el primer lanzamiento del rapero con Interscope, ya que sus álbumes anteriores fueron lanzados por Columbia Records. 4 Your Eyez Only fue lanzado dos años después del aclamado álbum de estudio, 2014 Forest Hills Drive.
La mayoría de las grabaciones tomaron lugar entre 2015 y 2016, mientras que la producción estuvo a cargo del propio J. Cole, con la colaboración de otros productores reconocidos como Vinylz, Boi-1da, Cardiak, Ron Gilmore, Frank Dukes, Chargaux y Elite, entre otros. El álbum explora una variedad de temas relacionados con la comunidad afroamericana, incluido el encarcelamiento masivo, la discriminación racial, la violencia de las pandillas y la depresión. El álbum también toca otros temas como el amor y la paternidad.
El álbum fue respaldado por dos sencillos: "Deja Vu" y "Neighbors". Las diez pistas de 4 Your Eyez Only debutaron en el top 40 del Billboard Hot 100. Cole logró doce entradas simultáneas a dicha lista en una sola semana. Para promocionar el lanzamiento, Cole lanzó un documental de una hora (con el mismo nombre del álbum) el 15 de abril de 2017 en HBO. En junio de 2017, Cole se fue de gira mundial para promocionar su trabajo discográfico.
4 Your Eyez Only debutó en el número uno del Billboard 200, vendiendo 363.000 copias en su primera semana (492.000 con unidades adicionales equivalentes al álbum ), con el cual el rapero logró su cuarto álbum número uno de manera consecutiva en Estados Unidos y obtuvo la tercera mayor venta semanal de un álbum en 2016. Además, el álbum debutó en el número uno de Billboard, en la categoría Canadian Album Charts. La recepción de 4 Your Eyez Only fue en general positiva; muchos críticos elogiaron la composición de Cole y lo llamaron su álbum más maduro hasta la fecha. Apareció en las listas de fin de año de varias publicaciones musicales. El 12 de enero de 2017, 4 Your Eyez Only fue certificado oro por la Recording Industry Association of America y fue certificado platino el 7 de abril de 2017.

## Antecedentes
El 29 de julio de 2016, DJ Khaled lanzó su noveno álbum, Major Key que incluye una pista, titulada "Jermaine's Interlude", con J. Cole. Con respecto a dicha colaboración, Cole declara: "Dije todo lo que pude decir, ahora juego con pensamientos de jubilación", un comentario que hizo que los fanáticos de Cole se preguntaran sobre el futuro de su carrera musical. En octubre de 2016, mientras se presentaba en un concierto en vivo, Cole dijo que este sería su "último espectáculo por mucho tiempo". Sin embargo, el 1 de diciembre, sin ningún anuncio del propio del rapero, se puso a disposición en iTunes Store, 4 Your Eyez Only, que sería su cuarto álbum de estudio, éste fue lanzado el 9 de diciembre de 2016. Dreamville Records reveló la lista oficial de pistas de 4 Your Eyez Only el 6 de diciembre a través de su cuenta de Twitter. Según un representante de Twitter, hubo 2,7 millones de tuits que mencionaban a J. Cole o 4 Your Eyez Only entre el 7 y el 19 de diciembre de 2016. En enero de 2017, en una entrevista con The Huffington Post, el mánager de Cole, que también es el presidente de Dreamville Records, Ibrahim Hamad reveló que ni siquiera el sello sabía que el rapero lanzaría 4 Your Eyez Only sino que se enteraron mucho después. Como anécdota, para cuando el álbum salió a la luz, sólo siete personas lo habían escuchado en su totalidad.

## Portada del álbum
La foto de la portada del álbum fue tomada por Anthony "Supreme" Thompson, quien es fotógrafo y un fanático de Cole. La foto fue tomada en un vecindario de Atlanta en septiembre de 2016. Así lo explicó Thompson en su cuenta de Instagram :
 

¡Este vecindario de Atlanta se estaba volviendo loco! La gente salía corriendo de su casa para tomar una fotografía con Cole y hacerle preguntas, pero había algo para mí en este niño y en cómo seguía mirando a Cole mientras caminaba por su vecindario. ¡Puedo ver en sus ojos cuánto esta experiencia está cambiando lentamente su vida para siempre! La cara del muchacho simplemente se destacó para mí para capturar. Vi en sus ojos que no sabía nada sobre J. Cole, pero estaba un poco sorprendido de cómo todos estaban reaccionando ante él. El niño incluso le preguntó a Cole varias veces quién era. Pero no podía entender lo que estaba pasando en su mundo. Cole y yo pasamos horas buscando fotos para la portada de su álbum, pero nada parecía destacar. Luego pasaron unos días y finalmente encontré esta fotografía, que sentí que representaba más a la carátula y se lo mostré.
Anthony Thompson

La portada fue revelada cuando el álbum estuvo disponible para pre-pedido en la plataforma de iTunes. XXL la nombró como una de las mejores portadas de 2016.

## Grabación y producción

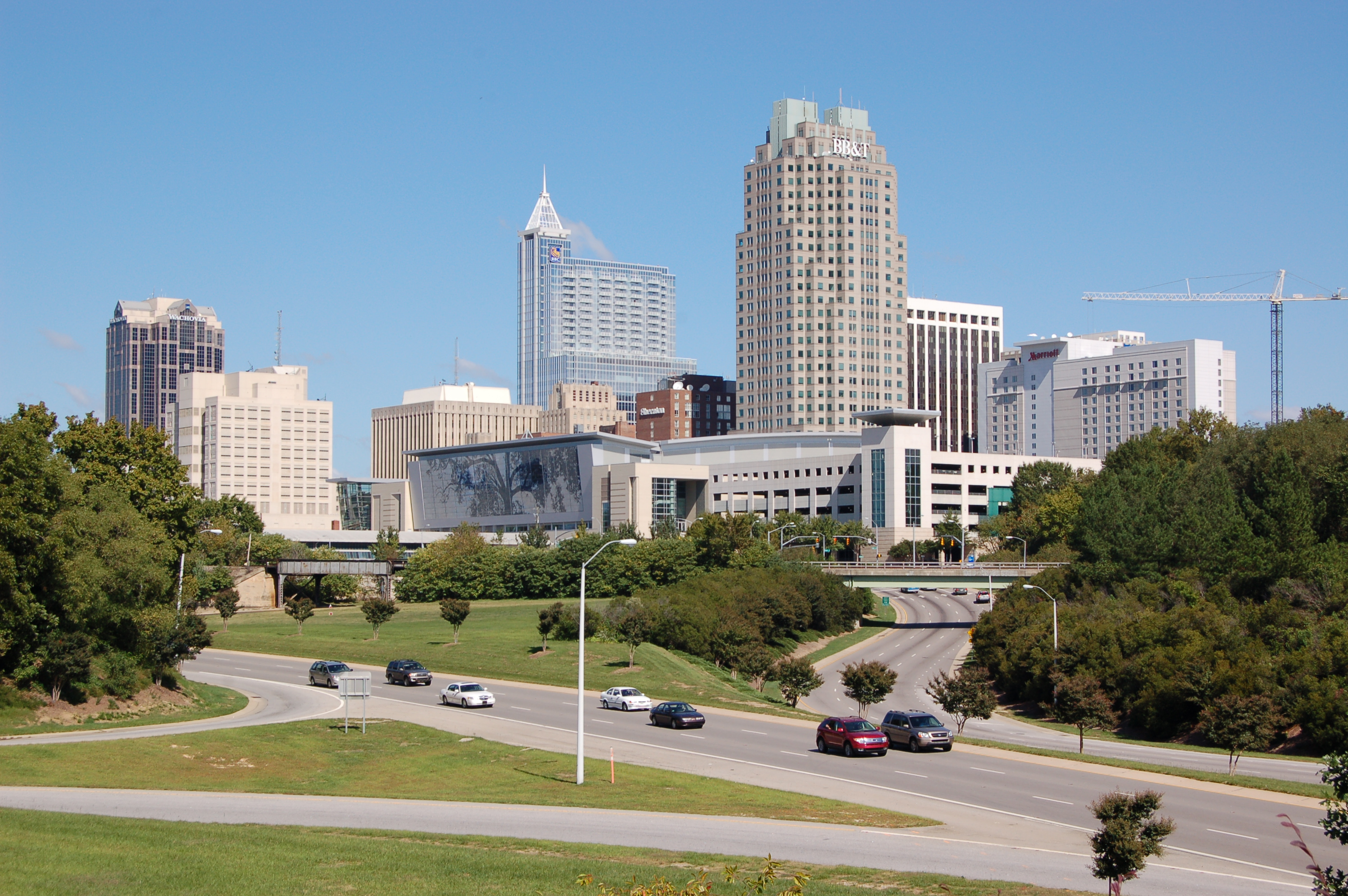
La mayor parte del álbum fue grabado en Raleigh, Carolina del Norte (en la foto).

La mayor parte del álbum se grabó en una casa y en un estudio de grabación en Carolina del Norte que Cole apodó como ''Sheltuh''. Algunas sesiones también tomaron lugar en el Electric Lady Studios en Nueva York, durante el verano de 2016. El 18 de marzo de 2016, ocurrió un incidente en el estudio de grabación que inspiró la pista, "Neighbors", productor interno de Dreamville, Elite explicó la situación en una entrevista con Complex, diciendo:
 

Básicamente, Cole alquiló una casa en Carolina del Norte. No era para él; era como un refugio seguro, un espacio de trabajo creativo para todos los artistas y productores de Dreamville. Lo llamamos Sheltuh, y gran parte del álbum se grabó allí. Era básicamente un estudio en un sótano, en el bosque. También estaban en los suburbios de un vecindario bastante rico en Carolina del Norte. Así que tienen, predominantemente, afroamericanos entrando y saliendo de esta casa. Se acerca un Uber y, de vez en cuando, verás a un grupo de nosotros afuera en el porche fumando hierba. Así que los vecinos empezaron a ponerse realmente paranoicos. Aparentemente, lo que sucedió fue que estábamos todos en Austin, Texas; afortunadamente no había nadie en la casa cuando esto sucedió. Uno de los vecinos le dijo a la policía que estábamos cultivando marihuana o vendiendo drogas en esta casa. Y hubo una gran investigación, como una investigación de un millón de dólares. Volaron helicópteros, enviaron un equipo SWAT completo armado hasta los dientes, derribaron la puerta y registraron toda la casa. Afortunadamente no había nadie en la casa. Nuestro ingeniero de sonido, Juro "Mez" Davis, acababa de salir para almorzar y regresó y vio al equipo SWAT atravesando la puerta. Bajaron las escaleras y todo lo que vieron fue un estudio de grabación, y obviamente se sintieron estúpidos. Era una irónica locura porque de todo el mundo, eligieron a la persona equivocada. J. Cole es la última persona en hacer algo así. Él está aquí afuera haciendo cosas extremadamente positivas para la comunidad y para los artistas jóvenes. Debido al evidente racismo de los vecinos, se llamó a la policía y se llevó a cabo una redada.
Anthony Parrino

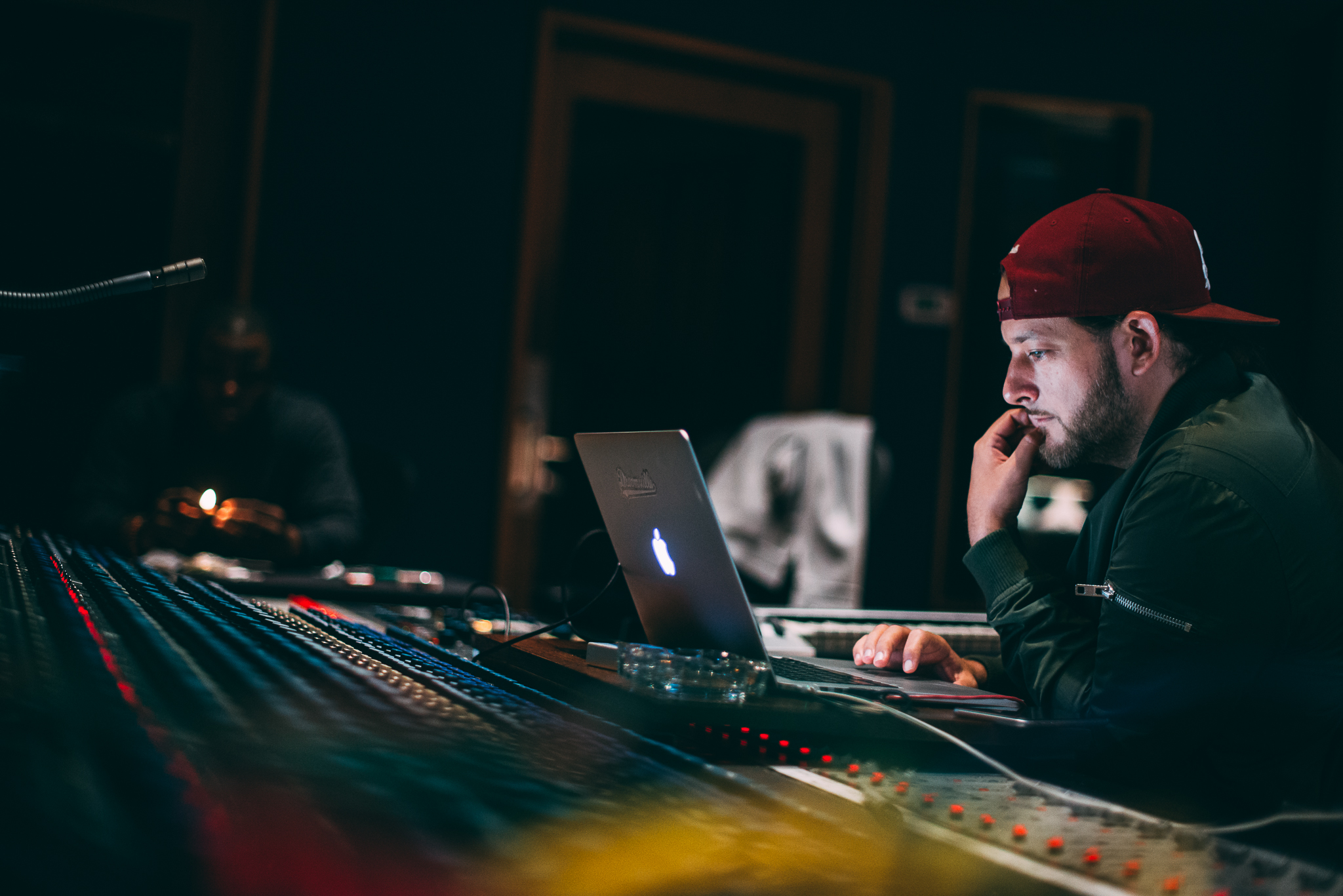
Anthony Parrino se encargó de la producción del álbum y también como coproductor ejecutivo del mismo.

Según Elite, la título de la pista "4 Your Eyez Only" inició todo el concepto del álbum, dijo:

Ese fue un sonido que encontró en SoundCloud por un productor que era bastante desconocido y se desmayó como por veinticuatro horas. Escribió y escribió y escribió en ese loop. Esa fue una canción que me expresó como, "tenemos que hacer esto digno de un álbum". No puedes solamente tener una canción de ocho minutos porque sí.

La canción "Ville Mentality" presenta un interludio que es hablado y realizado por una muchacha. La niña fue grabada por Cole mientras visitaba y hablaba con niños en una escuela primaria en su ciudad natal, Fayetteville, Carolina del Norte. La base de la canción "For Whom the Bell Tolls" fue producida por el estudiante de la Universidad de Nueva York Elijah Scarlett, el presidente de Dreamville, Ibrahim Hamad, descubrió el ritmo en SoundCloud en enero de 2016 y se la hizo llegar a Scarlett. Cole proporcionó la coproducción, Nico Segal, Anthony Ware y Theo Croker agregaron las trompetas, mientras que el dúo Chargaux agregó las cuerdas. 4 Your Eyez Only es el primer gran crédito de producción de Scarlett, ya que anteriormente solo había colaborado con amigos. El productor Cardiak, con la ayuda de Frank Dukes, creó el ritmo de la canción "Immortal" con Cole en mente poco después del lanzamiento del álbum anterior de Cole, Forest Hills Drive 2014 . En una entrevista con la revista XXL, Cardiak dijo: "Sabes que siempre estaba trabajando en cosas para J. Cole. Tenía una idea del tipo de pistas que quería, el sonido y todo eso. Solo estaba creando un par de pistas. Poco después de que saliera 2014 Forest Hills Drive, le envié esa canción y le gustó y me dijo que lo dejara a un lado y aquí estamos hoy". El dúo clásico Chargaux está acreditado en siete de las diez pistas del álbum, y estuvo en muchas de las canciones que se descartaron. Anteriormente colaboraron con Cole en la pista "St. Tropez" de 2014 Forest Hills Drive . Además de proporcionar arreglos de cuerdas, coros y producción adicional para 4 Your Eyez Only.
Al igual que en su álbum anterior, 4 Your Eyez Only no contiene colaboraciones con otros cantantes o raperos, sin mencionar a Ari Lennox, quien proporcionó voces adicionales en la pista "Change". Ibrahim Hamad (el mánager de Cole) habló al respecto diciendo: "Cole nunca va a forzar nada. Él no es el tipo que está afuera, pasando el rato con raperos o en el estudio con raperos todo el día. Realmente está en el estudio con su equipo y haciendo música con sus productores y sus artistas. Ha hecho canciones con otras personas involucradas, pero puede que no formen parte del álbum. Ari [Lennox] proporcionó su voz en "Change" porque colaboró en la pista, le agregó algo y funcionó. Si no funciona, Cole no se lo pondrá ahí porque es un nombre. Nunca lo pondrá ahí solo para decir que tiene una función". Continuó diciendo: "Tampoco entró en el tema como," No voy a tener colaboraciones en este álbum ". Inicialmente, no entró en 2014 Forest Hills Drive diciendo que no tendría colaboraciones. Así fue como terminó. Al final del día, lo más importante para él y para todos nosotros es ¿cómo llegamos a este punto que estamos tratando de superarnos y cómo hacemos la mejor versión de una canción?".

## Letras y temas
Líricamente, el álbum sigue la historia de un joven que pasa de vender crack a enamorarse y formar una familia. En la pista final, se revela que ha muerto, y casi todo el álbum es una grabación que éste creó para que su hija la escuche después de que él se haya ido. Tras el lanzamiento de 4 Your Eyez Only, a muchos fans se les ocurrieron teorías sobre el significado del álbum. Genius se acercó a una fuente cercana a Dreamville, quien confirmó que la historia trata sobre un verdadero amigo del rapero, y que cambió el nombre a James, por el bien de su privacidad. Casey Miller, del Daily Emerald, describió el álbum como "un viaje pista por pista de la experiencia de un hombre negro de crecer en nuestra nación, desde que se encuentra con la violencia del gueto a una edad temprana y sufre prejuicios raciales ineludibles en la vida real y en los medios de comunicación, además de lidiar con la muerte y la mortalidad. También habla de enamorarse y tener un hijo, lo que proporciona una fuente de ligereza para el álbum porque, después de todo, no todo en la vida es trágico." 

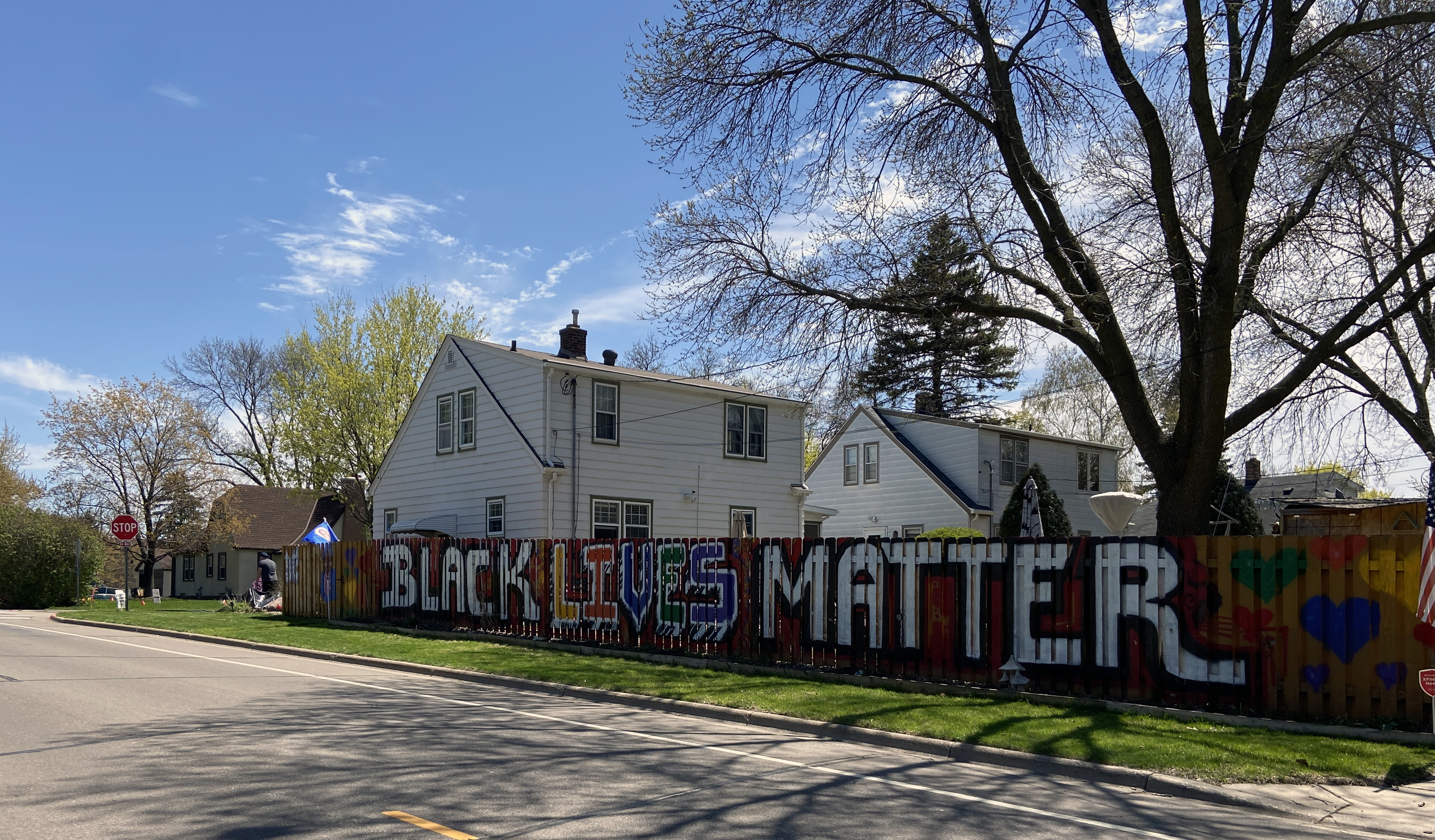
Uno de los temas del álbum es el prejuicio y racismo hacia las personas afroamericanas.

En una entrevista con Jon Caramanica para  The New York Times  en abril de 2017, Cole reveló que el álbum se cuenta principalmente a través de un personaje compuesto por dos hombres con los que creció en  Fayetteville, Cole dijo:

Es un tipo duro, un estereotipo criminal, excepto al revés. Las personas que conozco que viven esa vida y provienen de esa vida, o que incluso solían vivir esa vida, hay mucho más que eso. Tienen múltiples lados, y el lado más fuerte es el amor: de madres, de amigos, de novias, de niños. El objetivo del álbum era humanizar a las personas que han sido villanos en los medios.

## Lanzamiento y promoción
El 2 de diciembre de 2016, Cole lanzó un documental de 40 minutos, titulado Eyez en la plataforma Tidal . La película presenta imágenes detrás de escena de Cole trabajando con los colaboradores del álbum, y fue dirigida por Scott Lazer. El documental también incluye dos vídeos musicales para las pistas "False Prophets" y "Everybody Dies". Ambas pistas se incluyeron inicialmente en el álbum, sin embargo, ambas canciones se omitieron debido a que no encajaban con el concepto del álbum.  El documental se subió al canal de YouTube de Dreamville el 5 de diciembre de 2016.

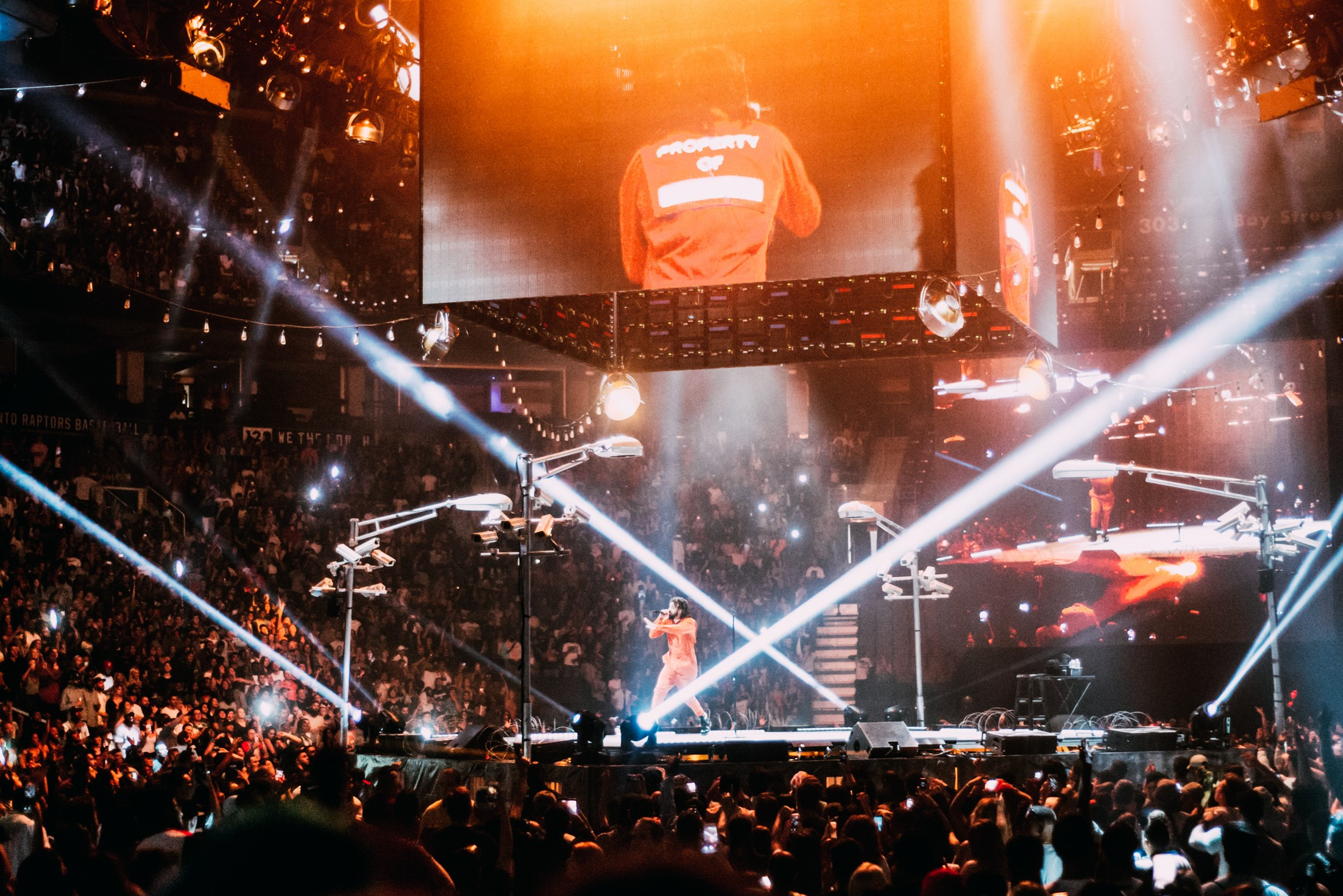
Cole actuando en el Air Canada Centre en Toronto como parte de la gira mundial 4 Your Eyez Only.

Para promover aún más el álbum, Cole anunció el 4 Your Eyez Only World Tour el 21 de febrero de 2017. La gira incluyó 62 fechas en América del Norte, Europa y Australia . Las primeras 13 fechas tuvieron lugar en lugares más pequeños e íntimos, mientras que el siguiente grupo de fechas tuvo lugar en estadios. La gira comenzó el 1 de junio de 2017 en Columbia, Carolina del Sur y concluyó el 9 de diciembre en Perth, Australia . El 22 de febrero de 2017 a través del sitio web de Dreamville se puso a disposición una edición limitada de colección de 4 Your Eyez Only  El paquete incluía el álbum en vinilo, casete y CD, o podía comprar cada uno individualmente, el juego también incluía obras de arte limitadas y acceso a la venta anticipada de la gira 4 Your Eyez Only.  Los artistas de Dreamville JID, Ari Lennox y Lute actuaron como teloneros en la primera etapa de la gira. El cantante Anderson Paak y el rapero Bas actuaron como teloneros en la segunda etapa de la gira, junto con JID y Ari Lennox. EarthGang se unió a JID y Ari Lennox como actos de apertura en la gira europea. El tour recaudó $40 millones de dólares. El 2 de septiembre de 2017, Cole presentó todo su setlist de 4 Your Eyez Only Tour en el Budweiser Made in America Festival en Filadelfia.
El 24 de marzo de 2017, HBO anunció un segundo documental con Cole en mosaico, J. Cole: 4 Your Eyez Only, el primero fue Forest Hills Drive: Homecoming en 2016, el documental se emitió el 15 de abril de 2017 en HBO y HBO Now. Incorporando música de 4 Your Eyez Only, Cole capturó historias de residentes en Baton Rouge, Louisiana, Atlanta, Georgia, Ferguson, Missouri, la ciudad natal de su padre, Jonesboro, Arkansas y su ciudad natal, Fayetteville, Carolina del Norte . Entertainment Weekly informó: "El documental promete ilustrar cómo sus luchas por viviendas viables, leyes de votación para delincuentes, integración y más reflejan las frustraciones que se sienten en todo el país". El documental incluía imágenes de una cámara de seguridad de una redada de SWAT que tuvo lugar el 18 de marzo de 2016 en el estudio casero de Cole en Carolina del Norte, que sirvió de inspiración para la pista "Neighbors". Cole también mostró nueva música en el documental. La película fue dirigida por Cole y Scott Lazer. El documental se proyectó exclusivamente en el Troxy de Londres el 19 de abril de 2017. El 1 de mayo de 2017, la película se subió al canal de YouTube de Dreamville. Escribiendo para Billboard, J'na Jefferson elogió la película diciendo que "trae la perseverancia afroamericana a la vanguardia".
El 24 de marzo de 2017 HBO anunció un segundo documental con Cole en mosaico,  J. Cole: 4 Your Eyez Only , el primero fue  Forest Hills Drive: Homecoming  en 2016, el documental se emitió el 15 de abril de 2017 en HBO y HBO Now. Cole habló sobre el documental con "The New York Times" diciendo:

Sentí que sería increíblemente poderoso que los afroamericanos vieran a los afroamericanos hablando entre ellos. Y ves a un rapero que es considerado uno de los más grandes del juego, simplemente escuchando. Son personas que nunca llegan a ser escuchadas, ni por el mundo ni por los demás. Esa falta de representación puede conducir a malentendidos potencialmente catastróficos.

### Sencillos
El 10 de enero de 2017, "Deja Vu" fue enviado a la radio urbana convencional estadounidense, como el primer sencillo del álbum. El sencillo debutó en el número 7 en el Billboard Hot 100 de EE. UU., convirtiéndose en la primera canción top 10 de Cole. El sencillo también debutó en el número 4 en la lista Hot R&B / Hip-Hop de EE. UU. La pista fue producida por Vinylz y Boi-1da, con producción adicional de Cole, Ron Gilmore y Velous y samples de "Swing My Way" de KP &amp; Envyi .
"Neighbors" fue enviado a la radio rítmica el 25 de abril de 2017 como el segundo sencillo del álbum. "Neighbors" debutó en el puesto 13 en el Billboard Hot 100 de y en el número 8 en la lista de canciones Hot R&B/Hip-Hop de EE. UU. La canción fue producida por Cole, y durante su gira mundial 4 Your Eyez Only, Cole reveló que el ritmo de "Neighbors" es el instrumental de su sencillo de 2013, "Forbidden Fruit ", tocado al revés, con un interruptor de tempo y una caja eliminación. El 1 de mayo de 2017, se subió el video musical de "Neighbors" al canal Vevo de Cole.

### Otras canciones
El 5 de diciembre, "False Prophets" y "Everybody Dies" se lanzaron como sencillos en iTunes y todos los servicios de transmisión . Ambas pistas figuraron en el Billboard Hot 100 de EE. UU., "False Prophets" alcanzó el puesto 54, mientras que "Everybody Dies" alcanzó el puesto 57. El ritmo de "False Prophets" fue compuesto por el productor Freddie Joachim. El instrumental, titulado "Waves", fue utilizado por varios artistas, entre los que destaca el también rapero Joey Badass, que lo utilizó para su pista, "Waves", de su mixtape debut, 1999 (2012). Joey Badass dijo que Cole le puso la pista meses antes de su lanzamiento. XXL y Capital XTRA nombraron a "False Prophets" como una de las mejores canciones de hip hop de 2016. XXL también nombró a "Everybody Dies" como una de las mejores canciones de humillación de 2016, y también la nombró como uno de los mejores versos de 2016. 2DOPEBOYZ incluyó a "Everybody Dies" entre los mejores versos de 2016. El 16 de enero de 2017, Cole lanzó una pista titulada "High for Hours", la canción fue producida por Elite y Cam O'bi. Se grabó en el verano de 2015 mientras estaba en el Forest Hills Drive Tour y se consideró para 4 Your Eyez Only, pero se omitió debido a que no encajaba con la narrativa. 
Los vídeos musicales de las pistas "For Whom the Bell Tolls", "Immortal", "Ville Mentality", "Change", "She's Mine Pt. 2" y "4 Your Eyez Only" se incluyeron en J. Cole: 4 Your Eyez Only documental de HBO. Cole nunca lanzó oficialmente los vídeos por separado del documental, pero finalmente todos fueron subidos a YouTube por cuentas no asociadas con Cole.

## Recepción crítica
Tras su lanzamiento, 4 Your Eyez Only recibió críticas generalmente positivas por parte de los críticos musicales. En Metacritic, que asigna una calificación normalizada de 100 a las reseñas de las publicaciones principales, el álbum recibió una puntuación promedio de 75, según 14 reseñas. Rob Boffard de Exclaim! elogió la composición de J. Cole diciendo: "Cole siempre ha sido uno de los compositores más dormidos del hip-hop, y en este disco, es mejor que nunca".  Escribiendo para The Guardian, Sheldon Pearce dijo, "todavía hay un espacio significativo para el crecimiento, pero finalmente ha encontrado su voz. Solo cuando cuestionó sus motivaciones descubrió lo que era realmente valioso: la tranquilidad."  Jon Caramanica de The New York Times elogió 4 Your Eyez Only, describiéndolo como "espartano pero suntuoso, emocionalmente agudo pero hablado con sencillez". Dijo, "hay una extraordinaria sensación de calma impregnando este álbum, uno de los más finamente dibujados del año". Jesse Fairfax de HipHopDX escribió que "Cole merece consideración por tocar las fibras del corazón de los oyentes con emociones humanas crudas, pero aún deja la puerta abierta para alcanzar un cenit musical. Chris Robbins escribió una crítica positiva para XXL diciendo, 4 Your Eyez Only "es una escucha sólida y breve que se basa en la fuerza y la zona de comodidad de J. Cole, quizás demasiado a veces, pero los conceptos subyacentes continúan agregando una capa de profundidad a su arte ". 
El escritor de Pitchfork, Paul A. Thompson, le dio al álbum un 6,7 sobre 10 y dijo que "en el cuarto álbum de J. Cole, él lucha con la fragilidad de la vida y la importancia de los lazos familiares, y también elimina algunos de sus peores impulsos".  Kahron Spearman de The Daily Dot escribió que "aunque el amor y la esperanza son motivos suficientes, Cole todavía sufre de falta de especificidad (incluso cuando canaliza a un personaje muy específico). Ninguna pista en particular atraviesa. Según lo habitual de Cole, no se ha descubierto ningún terreno nuevo, pero en el espacio adecuado, 4 Your Eyez Only atraviesa corazones. J. Cole hizo otro álbum de rap muy popular, okay, y por ahora, está bien ". Escribiendo para Nueva York ( Vulture ), Craig Jenkins lo declaró "el mejor y más maduro álbum de Cole". En una crítica positiva de The Advocate, Josh Jackson declaró, "puede que no tenga la fuerza de Forest Hills Drive 2014, pero este es un conjunto muy personal, lo que confirma el estatus de Cole como uno de los mejores raperos jóvenes que existen. Escribiendo para The Hoya, Pranav Marupudi calificó el álbum de Cole como "el más maduro hasta ahora, demostrando, una vez más, que puede ser uno de los raperos más talentosos del juego".
4 Your Eyez Only recibió una calificación de editor del 83% en HotNewHipHop, elogiaron el álbum diciendo que "supera un concepto ambicioso y un par de momentos incómodos para ser el mejor álbum de J. Cole". Dominic Griffin escribiendo para Spectrum Culture, le dio al álbum 3 de 5 estrellas, dijo: "J. Cole no es tan incansablemente inventivo o innovador como Kendrick Lamar . Tampoco es tan carismático o solipsista como Drake . Aquí divide inteligentemente la diferencia entre sus competidores más cercanos". William Sutton de PopMatters escribió una crítica positiva, considerando que el álbum de Cole es "el disco más maduro y cohesivo hasta la fecha", comentó diciendo: "Si bien 4 Your Eyez Only puede no estar lleno de la rabia política y la retórica de Run the Jewels o el mascarón por el posicionamiento de To Pimp a Butterfly, presenta otra perspectiva, un punto de vista más simple y fundamentado. El registro está escrito desde el punto de vista de las mismas personas a las que los medios de comunicación debaten con frecuencia, pero con las que rara vez hablan directamente. A su manera, hace que 4 Your Eyez Only sea tan poderoso como cualquiera de estos otros lanzamientos que han sido sostenidos por críticos y fanáticos por igual". En una entrevista con Sporting News en diciembre de 2016, el jugador de la NBA Karl-Anthony Towns elogió el álbum y lo calificó como "el mejor álbum del año".

### Listas de fin de año
A finales de 2016, 4 Your Eyez Only apareció en varias listas de críticos clasificando los mejores álbumes del año. HipHopDX colocó el álbum en el número 20 en su lista de los 20 mejores álbumes de rap de 2016, comentaron diciendo: "Luciendo habilidades de narración pulidas (con el relato de la vida real de" Neighbors "y la canción principal conmovedora), el Villematic sin duda olvidó mucha energía en casa en 2014 Forest Hills Drive. No obstante, el proyecto sucinto estaba listo para la construcción de un catálogo para una de las élites actuales del juego". The Boombox incluyó el álbum en el número 14, comentó el escritor David Winter diciendo: "Cole habita diferentes personajes en 4 Your Eyez Only, pero todo se siente como su voz. Cuando rapea sobre lavar la ropa o ser acosado por vecinos racistas y la policía, sabes que viene de un lugar muy real. Es uno de los lanzamientos más sombríos, pero gratificantes, del año. Este chico sigue mejorando"  Sam Bennett de Contactmusic.com incluyó 4 Your Eyez Only entre sus diez mejores álbumes de 2016, elogió el álbum diciendo: "Cole es una de las voces más importantes de la música moderna, y con este último LP ha creado otro cuerpo de trabajo que señala a raperos como Cole y Kendrick Lamar, que están haciendo álbumes artísticos y provocativos que impactan en la escena musical y provocan conversaciones entre la gente, siendo verdaderos contendientes para esas veneradas conversaciones de Los cinco mejores muertos o vivos".
XXL nombró al álbum como uno de los mejores proyectos de hip hop de 2016, dijeron: "4 Your Eyez Only es un álbum conceptual maravillosamente bien producido que cuenta dos lados de una historia de mayoría de edad de un joven que vive su vida" en las calles. Cole sigue el mismo guion que su álbum anterior, 2014 Forest Hills Drive, con letras sinceras y sinceras que acercan a los fans a su mente."  Rolling Stone colocó el álbum en el número 35 en su lista de los 40 mejores álbumes de rap de 2016, Timmhotep Aku comentó diciendo: "Este álbum es más que un elogio de 10 pistas: Es una meditación bien ejecutada sobre el amor, la pérdida, la paternidad y ser negro en Estados Unidos. Buena razón para apoyar a los desvalidos".  Rap-Up colocó el álbum en el número 18 en la lista de sus editores de los 20 mejores álbumes de rap de 2016, mientras que los fanáticos lo enumeraron en el número 5 en la lista de elección de sus lectores. El Birmingham News nombró al álbum como uno de sus favoritos de un músico sureño en 2016, el escritor Jared Boyd dijo: "Mucho más nítido y menos esponjoso que su producción comercial hasta la fecha, 4 Your Eyez Only no es un disco histórico, de ninguna manera, pero otro paso en la dirección correcta después de 2014 Forest Hill Drive, el favorito de los fanáticos de Cole".

## Premios
4 Your Eyez Only recibió nominaciones como Mejor Álbum de Rap en los Billboard Music Awards de 2017, y Álbum del Año en los BET Awards de 2017. El álbum también fue nominado como Álbum del año en los premios BET Hip Hop de 2017. 4 Your Eyez Only World Tour fue nominado como Top Rap Tour en los Billboard Music Awards de 2018.

## Desempeño comercial
En los Estados Unidos, 4 Your Eyez Only debutó en el número uno en el Billboard 200 con 492,000 unidades equivalentes a álbumes, de las cuales 363,000 fueron ventas de álbumes puros, convirtiéndose en el cuarto álbum número uno de Cole. Tuvo la tercera mayor venta semanal de un álbum en 2016, detrás de Views de Drake y Lemonade de Beyoncé.  También fue la segunda cifra de transmisión semanal más grande para un álbum en 2016, con 118,000 en unidades SEA (lo que equivale a 51.7 millones de transmisiones de las canciones del álbum) solo detrás de Views.  4 Your Eyez Only, Views y The Weeknd 's Starboy fueron los primeros álbumes en mover más de 100,000 álbumes en una semana solo con transmisión. Cole se unió a DMX y Drake como uno de los tres raperos en que sus primeros cuatro álbumes de estudio alcanzaron el número uno en el Billboard 200. El álbum permaneció entre los cinco primeros de la lista durante las próximas semanas. El 12 de enero de 2017, 4 Your Eyez Only recibió la certificación oro de la RIAA, y solo tres meses después obtuvo la certificación platinum el 7 de abril de 2017. En Canadá, el álbum debutó en el número uno, vendiendo 31.000 copias.
"Deja Vu" entró en el Billboard Hot 100 de los EE. UU. en el número 7 sin ser lanzado como sencillo en ese momento, convirtiéndose en la canción más alta de Cole. Las 10 canciones de 4 Your Eyez Only debutaron en el top 40 del Hot 100, después de tener solo cuatro entradas del top 40 como solista. Cole logró doce entradas simultáneas al Hot 100 en una sola semana.
4 Your Eyez Only fue clasificado como el décimo álbum más popular de 2017 en el Billboard 200. 

## Controversias

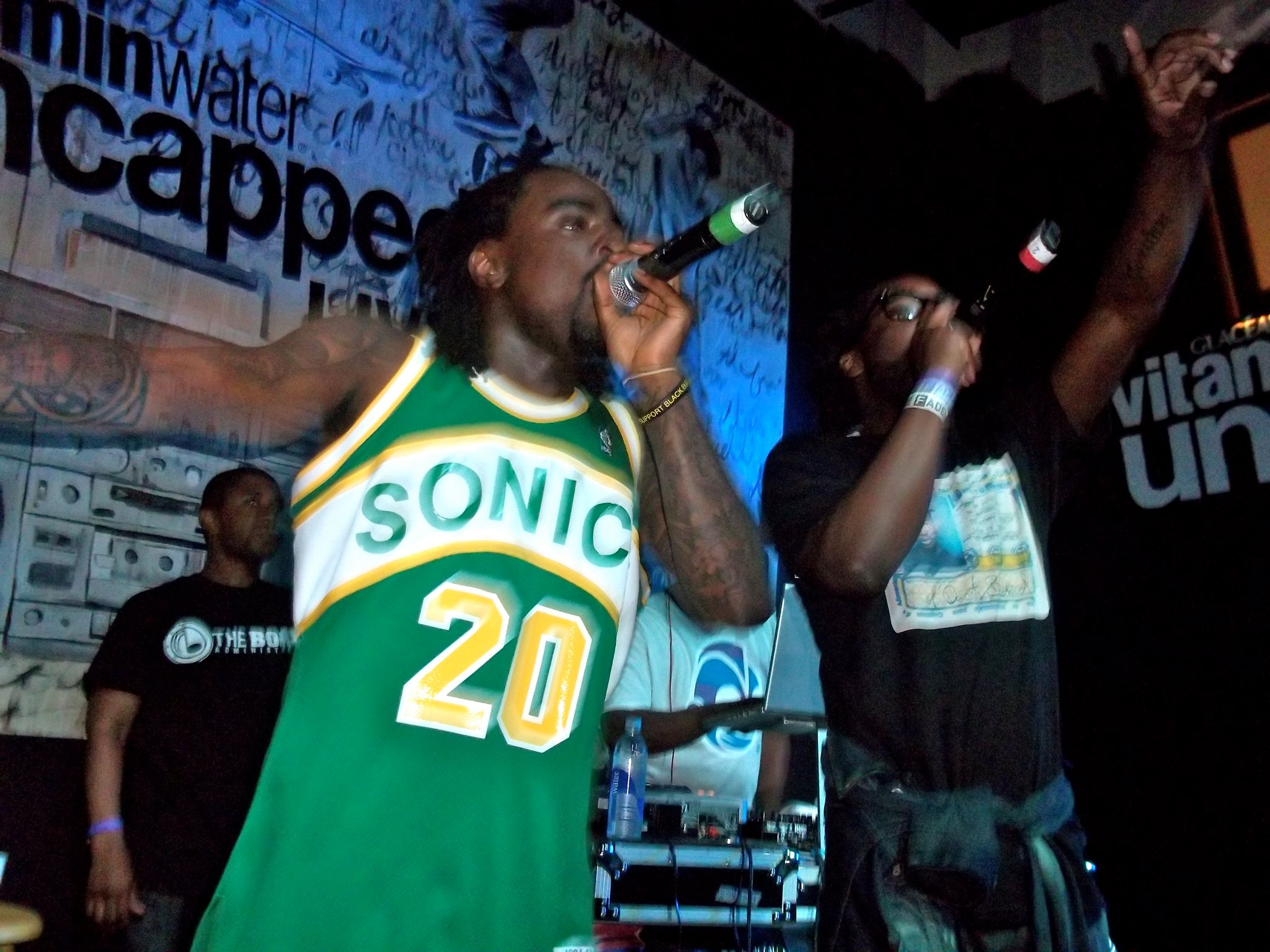
El rapero Wale respondió a "False Prophets" con la canción "Groundhog Day"

Tras el lanzamiento del documental de Eyez, "Everybody Dies" y "False Prophets" causaron controversia dentro de la comunidad del hip hop, ya que muchos asumieron que "Everybody Dies" contenía tomas dirigidas a los raperos Lil Uzi Vert y Lil Yachty. Durante una entrevista con la estación de radio Power 106 de Los Ángeles, Lil Yachty respondió diciendo: "No escucho a J. Cole [pero] definitivamente lo escuché [y] la gente dijo que estaba hablando de mí". Dijo 'Lil'. No soy pequeño. Mi nombre tiene 'Lil' pero hay muchos raperos 'Lil'. [Soy] yo o Uzi. Honestamente, me importa un carajo". Lil Uzi Vert reconoció la pista, respondió a través de Twitter el 2 de diciembre de 2016 simplemente tuiteando: "Escuché una mierda hermosa hoy @JColeNC". La gente también argumentó que el primer verso de "False Prophets" consistía en disparos directos al rapero Kanye West, debido a la referencia de Cole a la alteración de la percepción pública de West por parte de los medios y los fanáticos; así como la reciente hospitalización de Kanye. Muchos también supusieron que el segundo verso estaba dirigido al rapero Wale, y Cole dijo que a pesar de que el cuarto álbum de Wale recibió un éxito comercial y crítico bastante bueno, Wale sigue siendo incomprendido y menospreciado por algunos de sus compañeros. El 3 de diciembre, Wale lanzó una pista, llamada "Groundhog Day" como respuesta a "False Prophets", y los dos fueron vistos juntos en Raleigh, Carolina del Norte, en un juego de baloncesto de la Universidad Estatal de Carolina del Norte ese mismo día. Cole habló sobre "False Prophets" en una entrevista con The New York Times, dijo:

Los raperos rapean sobre otros raperos todo el tiempo (insultos subliminales, ataques directos), pero rara vez desde un lugar de amor. “Eso habla del estado de nosotros como pueblo”, dijo. “Durante tanto tiempo mi estado mental fue, tengo que demostrar cuánto mejor que el próximo hombre que soy a través de estos barrotes. ¿Quién es el mejor? Déjame probarlo. Y es como, maldita sea, realmente me estoy alimentando de un ciclo de reprimir a los afroamericanos, realmente me estoy alimentando de eso.

Tras el lanzamiento de "4 Your Eyez Only", los productores Vinylz y Boi-1da acusaron al productor Foreign Teck de robar su ritmo de la pista "Deja Vu" y dárselo al cantante Bryson Tiller por su exitoso tema Exchange, explicando por qué las pistas comparten similitudes. Vinylz dijo que la pista de Cole fue grabada antes que la de Tiller, y que le envió a Foreign Teck un video de él haciendo el ritmo de "Deja Vu", y una semana después Teck publicó un ritmo en Instagram con la misma batería. Vinylz también alegó que Foreign Teck le ofreció publicar, una admisión tácita de que había realizado ingeniería inversa del ritmo. Otro productor con el nombre de Gmoney Baby también afirmó que él hizo el ritmo. En una entrevista con   Billboard , Ibrahim Hamad reveló que "Deja Vu" fue originalmente pensado para el álbum anterior de Cole, "2014 Forest Hills Drive" (2014). Comentó sobre el tema diciendo:

Cole ya había hecho la canción, así que cuando salió el álbum de Bryson y lo escuchamos, fue una sensación como, "Maldita sea, usó la misma muestra". Pero para Cole, no importa. No está compitiendo con Bryson. Lo que hizo la canción de Bryson fue increíble, y para Cole, fue como, "Es una parte de la historia que quiero contar, así que voy a usar [el ritmo]". Realmente no conocíamos la historia de fondo en el momento de lo que sucedió con Vinylz y Boi-1da y [ForeignTeck] quienes hicieron el ritmo. Eso no era de nuestra incumbencia. Simplemente sabíamos que Bryson tenía una canción realmente genial que usaba la misma muestra, básicamente el mismo ritmo, y que teníamos una canción totalmente diferente.

## Listado de pistas
Créditos adaptados de las notas del delineador de 4 Your Eyez Only en el sitio web oficial de Dreamville y el repertorio de BMI.
| N.º | Título                    | Producer(s)     | Duración |  |
| 1.  | «For Whom the Bell Tolls» | Elijah Scarlett | 2:07     |  |
| 2.  | «Immortal»                | Cardiak         | 3:21     |  |
| 3.  | «Deja Vu»                 | Vinylz          | 4:24     |  |
| 4.  | «Ville Mentality»         | Gilmore         | 3:14     |  |
| 5.  | «She's Mine Pt. 1»        | Cole            | 3:29     |  |
| 6.  | «Change»                  | Cole            | 5:31     |  |
| 7.  | «Neighbors»               | Cole            | 3:36     |  |
| 8.  | «Foldin Clothes»          | Cole            | 5:16     |  |
| 9.  | «She's Mine Pt. 2»        | Cole            | 4:38     |  |
| 10. | «4 Your Eyez Only»        | BLVK            | 8:50     |  |

Notas
- "For Whom the Bell Tolls", "Immortal", "Deja Vu" y "Ville Mentality" cuentan con coros de Kaye Foxx.
- "Change" cuenta con voces adicionales de Ari Lennox .
- "Foldin Clothes" cuenta con talk-box de Irvin Washington, coros de Steve Lacy y coros adicionales de TS Desandies y Brittany Carter.
- "4 Your Eyez Only" incluye voces adicionales de Chargaux.

Créditos de samples
- "Immortal" contiene muestras de Pianoparts interpretadas por Frank Dukes .[118]
- "Deja Vu" contiene muestras de "Swing My Way" escritas por Javalyn Hill y Michael Johnson e interpretadas por Envyi .[50]
- "Neighbors" contiene muestras de " Forbidden Fruit " interpretada por J. Cole con Kendrick Lamar, que a su vez muestra "Mystic Brew" escrita e interpretada por Ronnie Foster .[119][120]
- "Change" contiene muestras de "African Rhythms" escritas por James Yancey y James Branch Jr. e interpretadas por J Dilla .
- "4 Your Eyez Only" contiene muestras de "To the Oasis" escritas e interpretadas por Yuji Ohno .[121]

## Personal
Créditos adaptados de notas oficiales.
|  | Vocalistas - J. Cole – primary artist - Kay Foxx – background vocals (tracks 1, 2, 3, 4) - Ari Lennox – additional vocals (track 6) - Brittany Carter – additional vocals (track 8) - Irvin Washington – talk-box (track 8) - Steve Lacy – background vocals (track 8) - T.S. Desandies – additional vocals (track 8) - Chargaux – additional vocals (track 10) Musicians - Nate Fox – musical arrangement (track 1) - Peter Cottontale – musical arrangement (track 1) - Nico Segal – horn arrangement (track 1) - Anthony Ware – horns (track 1) - Theo Croker – horns (track 1), trumpet arrangement (tracks 4, 10) - Chargaux – string arrangement (tracks 1, 2, 4, 5, 6, 10) - Matt McNeal – provided beat (track 2) - Nate Jones – bass (tracks 3, 10) - Deputy – wurlitzer (tracks 5, 9) - J. Cole – guitar, bass (tracks 5, 6, 9) - Ron Gilmore – piano, rhodes (tracks 7, 8) - Steve Lacy – guitar, bass (track 8) - Kyla Moscovich – trumpet (track 10) - David Linaburg – guitar (track 10) - Carlin White – drums (track 10) - Nuno Malo – strings (track 10) - ja – piano, rhodes, organ (track 10) | Technical - Juro "Mez" Davis – mixing (tracks 1-10) - Felton Brown – art direction - Anthony "Supreme" Thompson – photography - Delphine Diallo – cover design - Scott Lazer – visual direction - Chris Athens – mastering - Beatriz Artola – assistant engineer (tracks 1, 2, 4, 5, 6, 7, 8, 9, 10) - Gosha Usov – assistant engineer (tracks 1, 2, 4, 5, 6, 7, 8, 9, 10) Managerial - Jermaine Cole – executive producer - Ibrahim Hamad – executive producer, A&R, management - Anthony "Elite" Parrino – co-executive producer - Adam Roy Rodney – creative direction, management - Dreamville – marketing - Roc Nation – marketing - Chaka Pilgrim – Roc Nation executive - Jay Brown – Roc Nation executive - Shawn "Jay-Z" Carter – Roc Nation executive - Joie Manda – Interscope executive - John Janick – Interscope executive - Steve Bermen – Interscope executive - Nelly Ortiz – Roc Nation product manager - Juro "Mez" Davis – mixing (tracks 1-10) - Felton Brown – art direction - Anthony "Supreme" Thompson – photography - Delphine Diallo – cover design - Scott Lazer – visual direction - Chris Athens – mastering - Beatriz Artola – assistant engineer (tracks 1, 2, 4, 5, 6, 7, 8, 9, 10) - Gosha Usov – assistant engineer (tracks 1, 2, 4, 5, 6, 7, 8, 9, 10) - Laura Carter – Interscope product manager - Nicole Bilzerian – Interscope marketing - Tim Glover for Interscope – A&R coordinator - Gary Kelly for Interscope – sales - Gretchen Anderson for Interscope – production - Damien Granderson (for Davis Sharpiro Lewit Grabel Leven Granderson & Blake, LLP) – legal |

## Listas internacionales
| Listas (2016–17)                        | Máxima posición |
| --------------------------------------- | --------------- |
| Australia (ARIA)                        | 6               |
| Bélgica (Ultratop flamenca)             | 34              |
| Bélgica (Ultratop valona)               | 121             |
| Canadá (Billboard Canadian Albums)      | 1               |
| Dinamarca (Hitlisten)                   | 16              |
| Países Bajos (Album Top 100)            | 8               |
| Finlandia (Suomen Virallinen Lista)     | 31              |
| Francia (SNEP)                          | 127             |
| Alemania (Offizielle Top 100)           | 79              |
| Irlanda (IRMA)                          | 19              |
| Nueva Zelanda (Recorded Music NZ)       | 10              |
| Noruega (VG-lista)                      | 6               |
| Portugal (AFP)                          | 31              |
| Escocia (Scottish Albums Chart)         | 53              |
| Suecia (Sverigetopplistan)              | 3               |
| Suiza (Schweizer Hitparade)             | 16              |
| Reino Unido (UK Albums Chart)           | 21              |
| Reino Unido (UK R&B Albums)             | 2               |
| Estados Unidos Billboard 200            | 1               |
| Estados Unidos (Top R&B/Hip-Hop Albums) | 1               |

| Lista (2017)                                      | Posición |
| ------------------------------------------------- | -------- |
| Canadá (Billboard)                                | 24       |
| Suecia (Sverigetopplistan)                        | 98       |
| Estados Unidos Billboard 200                      | 10       |
| Estados Unidos Top R&B/Hip-Hop Albums (Billboard) | 9        |

## Fechas de lanzamiento
| Region         | Date                    | Format | Label      |
| -------------- | ----------------------- | ------ | ---------- |
| Australia      | 9 de diciembre de 2016  | CD     | Dreamville |
| Bélgica        | 9 de diciembre de 2016  | CD     | Dreamville |
| Canadá         | 9 de diciembre de 2016  | CD     | Dreamville |
| Dinamarca      | 9 de diciembre de 2016  | CD     | Dreamville |
| Francia        | 9 de diciembre de 2016  | CD     | Dreamville |
| Irlanda        | 9 de diciembre de 2016  | CD     | Dreamville |
| Japón          | 9 de diciembre de 2016  | CD     | Dreamville |
| Nueva Zelanda  | 9 de diciembre de 2016  | CD     | Dreamville |
| Reino Unido    | 9 de diciembre de 2016  | CD     | Dreamville |
| Estados Unidos | 9 de diciembre de 2016  | CD     | Dreamville |
| Alemania       | 12 de diciembre de 2016 | CD     | Dreamville |
| Italia         | 12 de diciembre de 2016 | CD     | Dreamville |
| España         | 12 de diciembre de 2016 | CD     | Dreamville |

## Otras lecturas
- Conteh, Mankaprr (21 de diciembre de 2016). «Pensamientos Suicidas: Mi experiencia escuchando J. Cole: '4 Your Eyez Only' (en inglés)». DJBooth.
- Lefsetz, Bob (19 de abril de 2017). «J. Cole, el éxito y la capacidad de capturar la inspiración cuando surge (en inglés)». DJBooth.

- Datos: Q27981679